# Le Voyage aux Pyrénées
Le Voyage aux Pyrénées è un film del 2008 diretto da Arnaud e Jean-Marie Larrieu.

## Trama
Sotto lo pseudonimo di M. et Mme Go, Alexandre Dard e Aurore Lalu, una coppia di attori famosi, arrivano nel cuore della notte in una valle isolata dei Pirenei. Alexandre immagina che sia la meta ideale per tenere la ninfomane Aurore lontana da ogni tentazione.